# Shayne Philpott
Shayne Philpott (Christchurch, 21 de septiembre de 1965 – Christchurch, 25 de junio de 2024) fue un jugador de rugby union neozelandés. Un utility back, Philpott representó a Canterbury a nivel provincial y fue miembro del equipo nacional de Nueva Zelanda, los All Blacks, entre 1988 y 1991. Jugó 14 partidos para los All Blacks, incluidos dos internacionales.
Philpott asistió a la Burnside High School en Christchurch desde 1979 hasta 1983.

## Biografía
Philpott nació en Christchurch, en la región de Canterbury, por cuya provincia rugbística fue seleccionado a partir de 1986 a los veinte años, primera elección en el rol de estremo delante de Robbie Deans representó a Nueva Zelanda en VII en los Hong Kong Sevens de 1988 donde sufrió la primera de numerosas lesiones de rodilla a lo largo de su carrera
Recuperó a tiempo para responder a una llamada de los All Blacks, con los que, sin embargo, solo disputó partidos sin cap durante la gira en Australia. Otras dos recaídas, en 1988 y en 1990, pusieron en riesgo la continuación de su carrera internacional; para ser apto para la convocatoria, se hizo aplicar una placa metálica en un brazo roto fue entonces considerado apto para las preselecciones para la  en Inglaterra, en las que disputó solo dos partidos, sus únicos dos test match, contra la selección de rugby de Italia en la fase de grupos y contra la selección de rugby de Escocia en la final por el tercer puesto que ganó selección de rugby de Nueva Zelanda.
Hasta 1995 en el equipo de Canterbury, tuvo dos temporadas en Europa durante el período de inactividad del rugby en el Hemisferio Sur, en 1990-91 en Inglaterra con el Coventry. y en 1992-93 en Italia con el Calvisano
En 1995, después de 113 apariciones con Canterbury, y 502 puntos, así como dos Ranfurly Shield defendidos emigró a Japón con el Toyota Verblitz, donde permaneció cinco temporadas; en 2000, cuando la rodilla ya no le permitió jugar, dejó la actividad a los 35 años
Además de la actividad provincial, estuvo vinculado durante toda su carrera en su país al Burnside, club de Christchurch afiliado a la federación provincial de Canterbury, del cual fue campeón en 1992 y 1993 y finalista derrotado en 1991 y 1994
Acompañado, durante toda su carrera y también después de finalizar su actividad competitiva, por la fama de no haberse merecido la convocatoria a los All Blacks, tanto que fue incluido por una columna radial local en una lista de jugadores de los más recomendados por sus entrenadores, Philpott decidió, en 2011, poner irónicamente en subasta el cap otorgado por la Federación Neozelandesa de Rugby con el fin de «dárselo a alguien que se lo merezca»; solo la reacción del público que simpatizó con él lo convenció de abandonar la intención de vender el sombrero Comentando el hecho, el Otago Daily Times escribió que «el público reconoció lo que se les escapó a las críticas, y es que no existen All Blacks mediocres, en particular durante la edad dorada del rugby neozelandés».

## Fallecimiento
Philpott murió en Christchurch el 25 en junio de 2024, a la edad de 58 años.